# João Asen V da Bulgária
João Asen V (em búlgaro:  Иван Асен V - Ivan Asen V) era o segundo filho do imperador João Alexandre (r. 1331-1371) com sua segunda esposa, Sara-Teodora (r. 1337-1371). Ele provavelmente foi batizado em homenagem a seu irmão mais velho, João Asen IV, que morrera em 1349 lutando contra os turcos otomanos perto de Ihtiman ou Sófia.
Com o pai e o irmão, João Sismanes, João Asen V presidiu os concílios eclesiásticos de Tarnovo no final da década de 1360.
Em sua lápide, encomendada por Kira Maria, a primeira esposa de seu irmão mais velho João Sismanes (r. 1371-1395), relata que ele foi enterrado em 1388 depois de ter sido morto pelos turcos. Relata também que ele estava em perigo de "cair em desgraça na fé", o que significa que ele provavelmente tenha sido atraído pelo islamismo. A partir da mesma inscrição, sabe-se que o príncipe tinha duas filhas (cujos nomes não foram mencionados).